# Ostsibirien-Pazifik-Pipeline
Die Ostsibirien-Pazifik-Pipeline (Eastern Siberia–Pacific Ocean oil pipeline, ESPO pipeline) ist eine Pipeline für den Export von russischem Erdöl in die Pazifikregion (Japan, Volksrepublik China, Korea). Die Pipeline wurde von Transneft gebaut und betrieben.

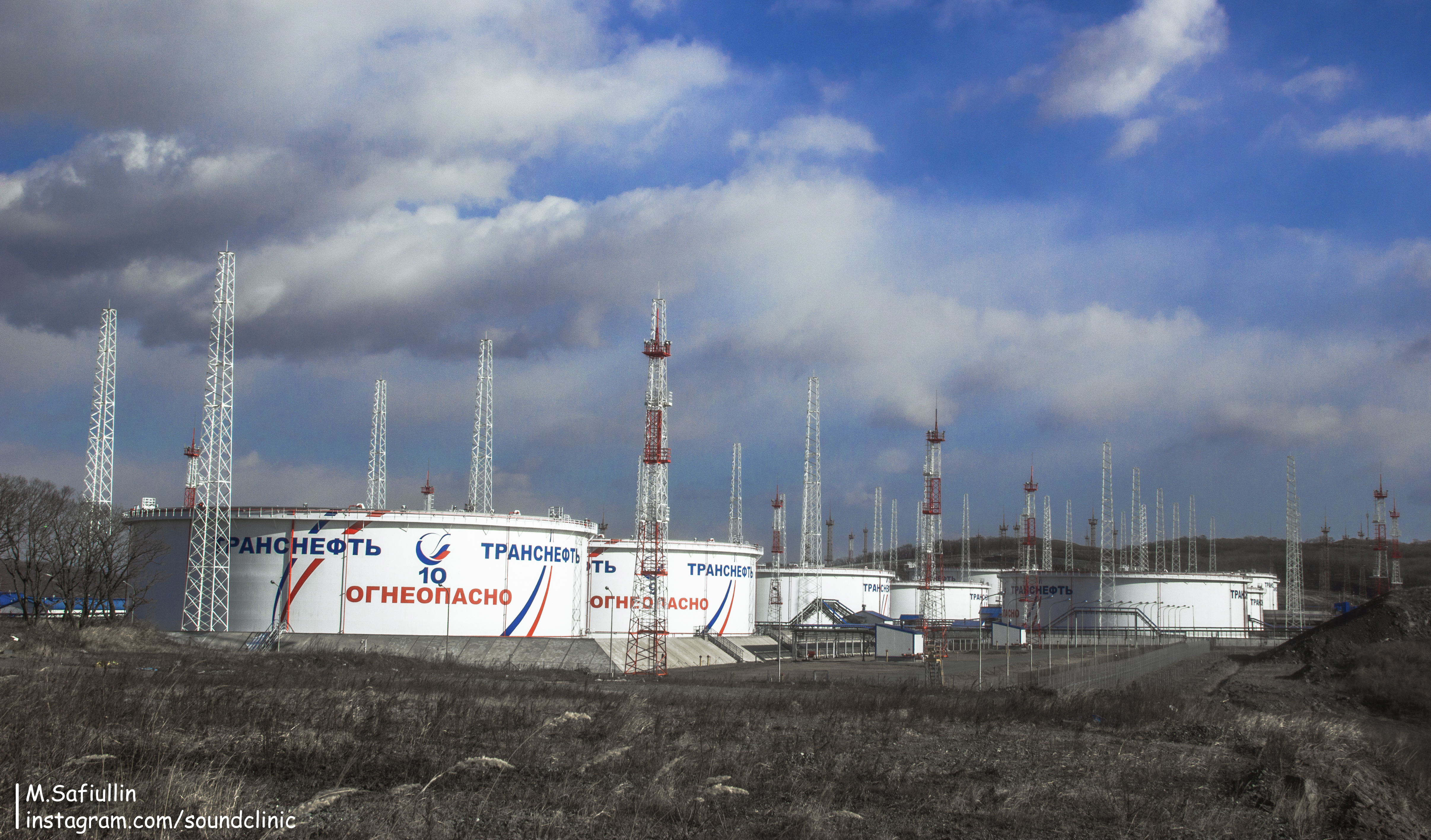
Öltanklager im Hafen Kosmino am Pazifik

## Entstehung
Der Bau der Pipeline begann im Jahre 2006. Die Einweihung fand am 1. Januar 2011 in einer feierlichen Zeremonie unter Anwesenheit von Wladimir Putin statt. Die Pipeline befindet sich jedoch noch im Ausbau. Im bisherigen Stadium liefert sie 15 Millionen Tonnen Öl jährlich ins chinesische Daqing, dem chinesischen Zentrum der Erdölindustrie und Ölförderung (siehe Ölfelder von Daqing), eine Ausweitung der Kapazität auf 30 Millionen Tonnen jährlich ist jedoch möglich und für die Zukunft geplant. Dieser Abschnitt der Pipeline ist 2757 km lang, im Endausbau soll die Pipeline jedoch eine Länge von 4857 km erreichen und damit das russische Öl auch bis nach Südkorea und Japan über ein Erdöl-Terminal in Nachodka transportieren, bis zur Fertigstellung erfolgt der Transport zum Terminal per Bahn. Diese Länder erhoffen sich dadurch eine niedrigere Abhängigkeit vom Nahen Osten, wobei Russland wiederum eine geringere Abhängigkeit von Europa anstrebt.

## Kosten
Die geschätzten Kosten für den Bau der Pipeline liegen bei 25 Milliarden US-$. China hat Russland dafür Kredite in Höhe von 25 Milliarden US-$ zu günstigen Konditionen gewährt. Nachdem für das Jahr 2015 auch eine Lieferung von Erdgas durch die Pipeline geplant ist und Russland seine Kohlelieferungen nach China von 12 auf 20 Millionen Tonnen jährlich erhöht, gewährte China einen weiteren Kredit in Höhe von 6 Milliarden Dollar. Bis zur Fertigstellung der Pipeline fand der Transport des Öls bisher per Bahn statt und war wesentlich teurer, zudem war die jährliche Kapazität auf 9 Mio. Tonnen Öl begrenzt.

## Ausweitung
Am 25. Dezember 2012 ist eine Vervollständigung/Fertigstellung bis Kosmino und damit eine Kapazitätserweiterung auf 30 Mio. t Öl pro Jahr in Betrieb genommen worden.
Laut Nikolai Tokarew, Chef des Pipelinebetreibers Transneft (laut Transneft-Website) gehen 35 % des Öls in Kosmino per Öltanker in die USA, 30 % nach Japan, 28 % an China.
Die Kapazität soll in Zukunft auf 50 Mio. t erhöht werden.